# Quentin Valognes
Quentin Valognes (Caen, 19 juni 1996) is een Frans baan- en wegwielrenner die anno 2018 rijdt voor Team Novo Nordisk. Net als de rest van die ploeg lijdt hij aan diabetes mellitus.

## Carrière
Toen Valognes zes jaar was werd hij gediagnosticeerd met suikerziekte. Als junior won hij twee etappes in de Ronde van Abitibi en werd hij derde op het nationale kampioenschap keirin. Na een stage in 2016, waarin hij onder meer negende werd in de Ronde van Yancheng Coastal Wetlands, werd hij in 2017 prof bij Team Novo Nordisk.

## Baanwielrennen

### Palmares
| Jaar     | FK       | EK       | WK       | Overig   |
| Junioren | Junioren | Junioren | Junioren | Junioren |
| -------- | -------- | -------- | -------- | -------- |
| 2014     | Keirin   |          |          |          |

## Wegwielrennen

### Overwinningen
2014
5e en 6e etappe Ronde van Abitibi

## Ploegen
- 2016 –  Team Novo Nordisk (stagiair vanaf 27-7)
- 2017 –  Team Novo Nordisk
- 2018 –  Team Novo Nordisk

Ambrose · Benhamouda · Cherhal · Clancy · Cremers · De Mesmaeker · Dilley · Glasspool · Henttala · Kamstra · de Keijzer · Lefrançois · Lozano · Mejías · Peron · Planet · Verschoor · Williams · van IJzendoorn (stagiair) · Valognes (stagiair)
Benhamouda · Calabria · Cherhal · Clancy · Gioux · Henttala · van IJzendoorn · Kamstra · de Keijzer · Lozano · McClure · Mejías · Peron · Planet · Poli · Valognes · Verschoor · Williams · Brand (stagiair)
Benhamouda · Brand · Calabria · Clancy · Gioux · Henttala · van IJzendoorn · Kamstra · Lozano · McClure · Mini · Peron · Planet · Poli · Valognes · Williams
- Système universitaire de documentation: 228206960
- Virtual International Authority File: 12148120739994791761